# Carmen Staaf

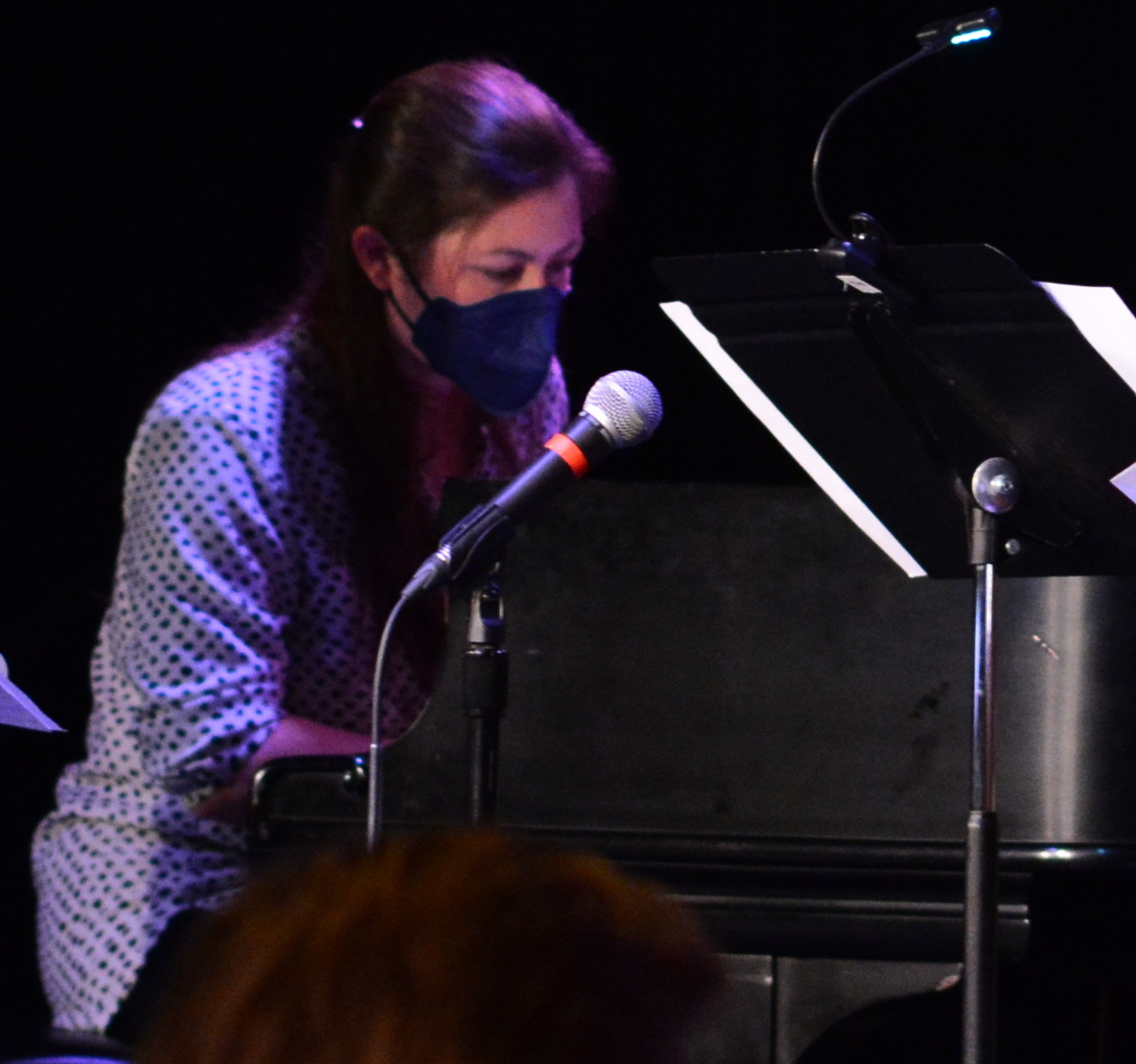
Carmen Staaf, 2023

Carmen Staaf (* 9. Februar 1981) ist eine US-amerikanische Jazzpianistin und Akkordeonistin.

## Leben
Staaf wuchs in Seattle auf, hatte klassischen Klavierunterricht und Salsa-Lektionen auf Kuba, bevor sie das College besuchte. Abschließend studierte sie bis 2005 Anthropologie an der Tufts University und Musik am New England Conservatory of Music bei Danilo Pérez, um danach bis 2009 am Berklee College of Music zu unterrichten. Als Akkordeonistin trat sie mit Lila Downs und der Formation Klezmatics auf, als Pianistin spielte sie im Duo mit dem Bassisten Henry Grimes. Außerdem arbeitete sie bislang mit Eddie Gomez, Bob Brookmeyer, Bob Moses und George Garzone. 2008 legte sie ihr Debütalbum Reflection vor; 2009 gewann sie die Mary Lou Williams Piano Competition, 2010 erschien ihr Album Eye to Eye, 2017 Day Dream. 2018 gehörte sie Darren Johnstons Wind Over Walls an. 2020 legte sie das Album Woodland Newvelle (Bar Bayeux) vor, gefolgt von Nearness (2022), ein Duoalbum mit Allison Miller.